# Reno Olsen
Reno Olsen (né le 19 février 1947 à Roskilde) est un coureur cycliste danois. Lors des Jeux olympiques de 1968 à Mexico, il a remporté la médaille d'or de la poursuite par équipes avec Per Lyngemark, Gunnar Asmussen, Mogens Frey. Bien que battus en finale par l'équipe d'Allemagne de l'Ouest, ils se sont vu attribuer la médaille d'or après que les Allemands ont été déclassés car l'un d'entre eux a poussé l'un de ses coéquipiers.

## Palmarès
- 1966
  - Champion du Danemark de poursuite par équipes amateurs (avec Jan Ingstrup Mikkelsen, Preben Isaksson, Erling Laursen)
- 1967
  - Champion du Danemark de poursuite par équipes amateurs (avec Jan Ingstrup Mikkelsen, Preben Isaksson, Erling Laursen)
- 1968
  -  Champion olympique de poursuite par équipes (avec Per Lyngemark, Gunnar Asmussen, Mogens Frey et Peder Pedersen)
  - Champion du Danemark de poursuite par équipes amateurs (avec Peder Pedersen, Per Lyngemark, Mogens Frey)
- 1971
  - Champion du Danemark de poursuite amateurs
- 1972
  - Champion du Danemark de poursuite par équipes amateurs (avec Bent Pedersen, Per Lyngemark, Svend Erik Bjerg)
  - Champion du Danemark de poursuite amateurs
  - Champion du Danemark du contre-la-montre amateurs
- 1973
  - Champion du Danemark de poursuite amateurs
  - Champion du Danemark de poursuite par équipes amateurs (avec Ivar Jakobsen, Bjarne Sørensen, Finn Clausen)
  - Champion du Danemark sur route amateurs
  - Champion du Danemark du contre-la-montre amateurs
  - Champion du Danemark du contre-la-montre par équipes amateurs (avec Junker Jørgensen, Ove Jensen, Niels Pedersen)

## Résultats sur les grands tours

### Tour d'Italie
- 1974 : abandon